# 日本電気泳動学会
日本電気泳動学会（にほんでんきえいどうがっかい、英語: Japanese Electrophoresis Society (JES)）は、日本の学術研究団体の一つ。

## 概要
1950年2月3日設立。学術研究団体としての種別は単独学会である。
基礎生物学、統合生物学、農学、食料科学など幅広い分野を学術研究領域とし、電気泳動および関連する技術の開発・改良・応用について、幅広い研究領域にわたる会員が相互に情報交換を行うために、機関誌、国際学術誌の刊行と、総会、シンポジウムの開催を行っている。

## 沿革
- 1950年 - 電氣泳動研究會設立。
- 1957年 - 電気泳動学会に改称。
- 1993年 - 日本電気泳動学会に改称。

## 刊行物

### 生物物理化学
- 誌名（和文）：生物物理化学
- 誌名（欧文）：Seibutsu-butsuri-kagaku
- 創刊年：1951
- 資料種別：ジャーナル（査読付き論文を含む）
- 使用言語：日英混在
- 発行形態：印刷体、eジャーナル
- 著作権帰属先：学会
- クリエイティブコモンズ：-
- 購読：有料

### Journal of Electrophoresis
- 誌名（和文）：Journal of Electrophoresis
- 誌名（欧文）：Journal of Electrophoresis
- 創刊年：2005
- 資料種別：ジャーナル（査読付き論文を含む）
- 使用言語：英語のみ
- 発行形態：印刷体、eジャーナル
- 著作権帰属先：学会
- クリエイティブコモンズ：-
- 購読：無料

### 電気泳動
- 誌名（和文）：電気泳動
- 誌名（欧文）：Electrophoresis Letters
- 創刊年：2015
- 資料種別：ジャーナル（査読付き論文を含む）
- 使用言語：日本語（英文抄録あり）
- 発行形態：印刷体、eジャーナル
- 著作権帰属先：学会
- クリエイティブコモンズ：-
- 購読：有料